# H2〜君といた日々
『H2〜君といた日々』（エイチツーきみといたひび）は、2005年1月13日から3月24日まで毎週木曜日22:00 - 22:54に、TBS系の「木曜10時枠」で放送された日本のテレビドラマ。主演は山田孝之。

## あらすじ
中学時代に野球部のエースピッチャーで関東大会で優勝した国見比呂（山田孝之）は、医者から「ガラスの肘」と診断され野球を断念。高校ではサッカー部に入部した。
そのサッカー部が、古賀春華（石原さとみ）がマネージャーを務める野球同好会とグラウンドの使用をかけて試合を行うことになり、比呂はピッチャーを務めることになった。この試合をきっかけに比呂は野球同好会に所属することになった。

## キャスト

### 主要人物
- 国見 比呂 - 山田孝之（少年時代：夏目卓実）
- 古賀 春華 - 石原さとみ
- 橘 英雄 - 田中幸太朗
- 雨宮 ひかり - 市川由衣（少女時代：桜井ひかり）
- 木根 竜太郎 - 石垣佑磨
- 野田 敦 - 中尾明慶

恰幅のいい原作とは体型が異なる。3年の主将就任後、里美から告白を受ける。原作では男女交際と無縁の高校生活だった。
- 佐川 周二 - 北条隆博
- 柳 守道 - 森廉（少年時代：仲條友彪）
- 小山内 美歩 - 貫地谷しほり
- 古賀 富士夫 - 的場浩司

原作とは異なり、ドラマオリジナルキャラクターである慶子に一目惚れされて交際、結婚に至るまで端々描かれた。
- 小宮 慶子 - 田丸麻紀

原作には登場しないオリジナルキャラクター。千川高校英語教師。富士夫への一目惚れをきっかけに野球部顧問となる。比呂達が3年時には富士夫とは相思相愛の仲になり妊娠も発覚。
- 国見 太郎 - 柳沢慎吾
- 国見 信子 - 石野真子

カラオケで「狼なんか怖くない」、「ワンダー・ブギ」を歌う。（第6話）
- 雨宮 さくら - 七瀬なつみ
- 雨宮 太一 - 杉本哲太
- 橘 由美子 - 円城寺あや
- 橘 吾朗 - 武野功雄
- 柳 道男 - 竜雷太

### その他
- 上原 勇気 - 平尾勇気
- 清原 瞬 - 三田村瞬
- 桑田 良輔 - 高橋良輔
- 小久保 崇 - 斉藤崇
- 松坂 結 - 荒川結
- 大竹 文雄 - 弓削智久
- 島 オサム - 中村倫也
- 仲田 里美 - 佐藤めぐみ
- 高沢 亜沙子 - 柳沢なな

春華の友人として登場。野球部の甲子園初出場をきっかけに、二人もマネージャーになった。比呂と春華の進展を気にかけていたが、原作では扱いの大きくなかった木根と小山内の交際のきっかけを作った。春華にデートのアドバイスをするなど異性関係は派手なようだが、3年時、里美は野球部主将となった野田を見直し、告白した。
- ミカリン - 石井瞳
- ノダリン - 小野寺淳子
- キネリン - 横内亜弓
- ツァラポア - オルガ・アレックス
- あだち先生 - 江口哲路
- 編集者 - 川名幸男
- 竹内 大空 - 野久保直樹[1]
- 上武医師 - 半海一晃
- 医師 - 佐藤二朗
- 長谷川 信治 - 斎藤洋介
- 明和一高校長 - 久保晶
- 広田 勝利 - 青木崇高
- 栄京学園高校 城山監督 - 八名信夫
- 島オサムの父 - 酒井敏也
- レイコ - 松永香織
- 通行人 - インリン・オブ・ジョイトイ
- 関西人 - 野々村真
- 月形耕平 - 林剛史
- 横浜ベイスターズ監督 - 牛島和彦
- 横浜ベイスターズ球団専務 - 山中正竹

## スタッフ
- 原作 - あだち充 『H2』（『週刊少年サンデー』（小学館）連載）
- 原案協力 - 小熊潤一、森万紀子、松井秀明（小学館「週刊少年サンデー」編集部）
- 脚本 - 関えり香、山崎淳也
- 演出 - 堤幸彦、今井夏木、鬼頭理三、丸毛典子
- プロデュース - 市山竜次
- 音楽 - 佐藤直紀
- 主題歌 - K「over...」（ソニー・ミュージックレコーズ）
- 製作 - オフィスクレッシェンド、TBS

## 放送日程
| 各話                                                       | 放送日  | サブタイトル                   | 脚本     | 演出     | 視聴率 |
| ---------------------------------------------------------- | ------- | ------------------------------ | -------- | -------- | ------ |
| 第1話                                                      | 1月13日 | 2人のヒーロー                  | 関えり香 | 堤幸彦   | 13.0%  |
| 第2話                                                      | 1月20日 | 鬼校長と2人だけの応援団        | 山崎淳也 | 今井夏木 | 13.2%  |
| 第3話                                                      | 1月27日 | 幼なじみって大切ですか         | 関えり香 | 今井夏木 | 11.4%  |
| 第4話                                                      | 2月03日 | 二度目の春…胸騒ぎの初デート    | 山崎淳也 | 鬼頭理三 | 11.4%  |
| 第5話                                                      | 2月10日 | 初勝利…キスしていいですか?     | 関えり香 | 鬼頭理三 | 12.2%  |
| 第6話                                                      | 2月17日 | いざ甲子園!? 入れ替わりWデート | 山崎淳也 | 丸毛典子 | 11.4%  |
| 第7話                                                      | 2月24日 | …夢じゃねぇんだな              | 山崎淳也 | 今井夏木 | 10.8%  |
| 第8話                                                      | 3月03日 | 二年生・秋…それぞれの選択      | 関えり香 | 鬼頭理三 | 10.6%  |
| 第9話                                                      | 3月10日 | 約束の夏へ                     | 山崎淳也 | 丸毛典子 | 09.9%  |
| 第10話                                                     | 3月17日 | もう一度選べ最後の甲子園準決勝 | 関えり香 | 鬼頭理三 | 10.8%  |
| 最終話                                                     | 3月24日 | かわらない想い…運命の対決      | 山崎淳也 | 今井夏木 | 12.8%  |
| 平均視聴率 11.6%（視聴率は関東地区・ビデオリサーチ社調べ） |         |                                |          |          |        |

- 第1話は22時 - 23時9分の15分拡大。

## 備考
- 原作では比呂とひかりの揺れる恋模様を中心とした四角関係が繰り広げられるが、本作では比呂と春華の恋模様を中心に描かれている。
- キャストは「ウォーターボーイズ」シリーズの出演者が多い（山田孝之、石原さとみ、田中幸太朗、中尾明慶、石垣佑磨、北条隆博、高橋良輔、杉本哲太、久保晶など）。
- 阪神甲子園球場でのロケーションも実施され、当時春・夏の高校野球全国大会において設置されていた外野の広告フェンスをシートで隠すことは行わず広告を露出した状態で撮影された（2010年から甲子園歴史館の協賛金捻出のため、高校野球期間中も内外野フェンスの広告露出は実施されている。またネット裏は回転看板を設置するための工事をしたため、通常より高めのフェンスが採用されていた）。
- 最終回では、ドラフト会議で指名を受けた橘英雄を受け入れるプロ野球チーム関係者の役で、牛島和彦（当時・横浜ベイスターズ監督）、山中正竹（当時・横浜ベイスターズ専務取締役）が出演した。
- 高野連公式ボールにSSKの印字がされているが、これは現実とは異なる。高校野球は特定のメーカーの宣伝になってはならないため、ボールはもとより、ユニフォーム、帽子、ヘルメットに至るまで全てメーカー名は除去されている。
- 原作者のあだち充が登場している。ドラマでは左投げの広田勝利（栄京学園）が右投げに、右投げの月形耕平（伊羽商業）が左投げになっている｡